# Miroslav Hájek
Pour les articles homonymes, voir Hájek.
Miroslav Hájek, né le 28 octobre 1919 à Prague (Tchécoslovaquie) et mort en 1993, est un acteur et monteur tchèque.

## Biographie
Miroslav Hájek est né le 28 octobre 1919 à Prague. Il est diplômé d'une école de photographie et travaille ensuite chez Herafilm. Miroslav Hájek a monté tous les films tchèques de Forman. Le réalisateur l'a même invité à Londres pour l'aider à monter Ragtime (1981). 
C'est un monteur majeur du cinéma tchèque.

## Récompenses
Lors d'un sondage effectué par le journal britannique Films and Filming, il a été nommé meilleur monteur de 1965 pour Les Diamants de la nuit. En 1976, il a reçu le titre d'artiste national en Tchécoslovaquie.

## Filmographie
- 1949 : Písen o sletu
- 1950 : Poslední výstrel
- 1951 : Vstanou noví bojovníci
- 1951 : Stika v rybníce
- 1952 : Zítra se bude tančit všude
- 1953 : Olympiada - Helsinky 1952
- 1954 : Setkání v Bukuresti
- 1954 : Nejlepsi clovek
- 1955 : Kam s ním
- 1955 : Muj prítel Fabián
- 1955 : Cínské jaro
- 1955 : Punta a ctyrlístek
- 1956 : Rudá záre nad Kladnem
- 1956 : Obusku z pytle ven!
- 1956 : Enjeu de la vie (Hra o zivot)
- 1957 : Zlaty pavouk
- 1957 : Dobrý voják Svejk de Karel Steklý
- 1957 : Prípad jeste nekoncí
- 1958 : Hvezda jede na jih
- 1958 : Poslusne hlásím
- 1958 : Les Amants du faubourg (Zizkovská romance)
- 1958 : Kasari
- 1959 : Hry a sny
- 1959 : Pet z miliónu
- 1959 : Taková láska
- 1959 : Kruh
- 1960 : Zpívající pudrenka
- 1960 : Roméo, Juliette et les Ténèbres (Romeo, Julie a tma)
- 1960 : Vstup zakázán
- 1960 : Smyk
- 1961 : Pohádka o staré tramvaji
- 1961 : Cerná sobota
- 1961 : Ledoví muzi
- 1961 : Valcík pro milión
- 1961 : Stopy
- 1962 : Anicka jde do skoly
- 1962 : Dáblova past
- 1963 : Hlidac dynamitu
- 1963 : Transport du paradis (Transport z ráje)
- 1964 : Un fade après-midi (Fádní odpoledne)
- 1964 : Handlíri
- 1964 : Kdyby ty muziky nebyly
- 1964 : L'Audition (Konkurs)
- 1964 : Zacít znova
- 1964 : L'As de pique (Cerný Petr)
- 1964 : Místo v houfu
- 1964 : Mate doma lva?
- 1964 : Jo Limonade (Limonádový Joe aneb Konská opera)
- 1964 : Les Diamants de la nuit (Démanty noci)
- 1964 : Starci na chmelu
- 1964 : Bláznova kronika
- 1965 : Kdyby tisíc klarinetu
- 1965 : Et le cinquième cavalier, c'est la peur (...a pátý jezdec je Strach)
- 1965 : Bubny
- 1965 : Les Petites Perles au fond de l'eau (Perlicky na dne)
- 1965 : Les Amours d'une blonde (Lásky jedné plavovlásky)
- 1965 : Vive la république
- 1966 : Bloudení
- 1966 : Les Pipes (Dýmky)
- 1966 : U telefonu Martin
- 1966 : Un chariot pour Vienne (Kočár do Vidnĕ)
- 1966 : Transit Carlsbad
- 1966 : Flám
- 1966 : Les Petites Marguerites  (Sedmikrásky)
- 1966 : O slavnosti a hostech
- 1967 : Happy End
- 1967 : Noc nevesty
- 1967 : Stud
- 1967 : Piknik
- 1967 : Kinoautomat (Clovek a jeho dum)
- 1967 : Vrazda po cesku
- 1967 : Martin a cervené sklícko
- 1967 : Mucedníci lásky
- 1967 : Fin d'août à l'hôtel Ozone (Konec srpna v Hotelu Ozon)
- 1967 : Martin a devet bláznu
- 1967 : Marketa Lazarová
- 1967 : Au feu, les pompiers ! (Horí, má panenko)
- 1967 : Hôtel pour étrangers (Hotel pro cizince)[2]
- 1968 : Náhrdelník melancholie (TV)
- 1968 : Já, spravedlnost
- 1968 : Údolí vcel
- 1968 : Objízdka
- 1968 : Souhvezdí panny
- 1968 : Vanoce s Alzbetou
- 1968 : Na Zizkove válecném voze
- 1969 : Zabitá nedele
- 1969 : Ohlédnutí
- 1969 : Tony, tobe preskocilo
- 1969 : Chronique morave (Vsichni dobrí rodáci)
- 1969 : Kolonie Lanfieri
- 1969 : Sest cerných dívek aneb Proc zmizel Zajíc?
- 1969 : Smesny pan
- 1969 : Adelheid
- 1970 : L'Oreille (Ucho)
- 1970 : Zabil jsem Einsteina, panove
- 1970 : Le Fruit de paradis
- 1970 : Un cas pour un bourreau débutant (Prípad pro zacínajícího kata)
- 1970 : Hlídac
- 1970 : Vrazda ing. Certa
- 1970 : Nevesta
- 1970 : Lisáci-Mysáci a Sibenicák
- 1971 : Touha Sherlocka Holmese
- 1971 : Kam slunce nechodí (TV)
- 1971 : Monsieur, vous êtes veuve (Pane, vy jste vdova!)
- 1971 : Dlouhá bílá nit (TV)
- 1971 : Uz zase skácu pres kaluze
- 1971 : Lidé na krizovatce (TV)
- 1971 : 'Ctyri vrazdy stací, drahousku'
- 1971 : Sance
- 1971 : Jsem nebe
- 1971 : Psi a lidé
- 1971 : Pet muzu a jedno srdce
- 1972 : Tajemství velikeho vypravece
- 1972 : La Fille sur le balai (Dívka na kosteti)
- 1972 : Cesty muzu
- 1972 : Sest medvedu s Cibulkou
- 1972 : Vlak do stanice Nebe
- 1973 : Nemecké pohád (série TV)
- 1973 : Láska
- 1973 : Výstrely v Mariánských Lázních
- 1973 : Známost sestry Aleny
- 1973 : Maturita za skolou
- 1973 : Trois Noisettes pour Cendrillon (Tri orísky pro Popelku) de Václav Vorlíček
- 1973 : Tri chlapi na cestách
- 1973 : Podezrení
- 1974 : Horká zima
- 1974 : Bretislav a Jitka (TV)
- 1974 : Adam a Otka
- 1974 : Jáchyme, hod ho do stroje!
- 1974 : Robinsonka : Jaroslav Bor, le père de Blažena
- 1975 : Poslední ples na roznovske plovarne
- 1975 : Otevri oci (TV)
- 1975 : Comment noyer le Docteur Mracek ou la fin des ondins en Bohême (Jak utopit dr. Mrácka aneb Konec vodníku v Cechách)
- 1975 : Hvezda pada vzhuru
- 1975 : Muj brácha má prima bráchu
- 1975 : Dva muzi hlásí príchod
- 1975 : Romance for a Crown (Romance za korunu)
- 1975 : Skaredá dedina
- 1976 : Cirkus v cirkuse
- 1976 : Hriste
- 1976 : Boys Will Be Boys (Páni kluci)
- 1976 : Bourlivé víno
- 1976 : Léto s kovbojem
- 1976 : Marecku, podejte mi pero!
- 1976 : La Petite Sirène (Malá morská víla) de Karel Kachyňa
- 1976 : Vánoce u Matenu (TV)
- 1977 : Fanda (TV)
- 1977 : The Death of a Fly (Smrt mouchy)
- 1977 : Dým bramborové nate
- 1977 : Bez, at ti neutece
- 1977 : Sestapadesát neomluvených hodin
- 1977 : At zijí duchové!
- 1977 : Jak vytrhnout velrybe stolicku (TV)
- 1978 : Muz s orlem a slepicí
- 1978 : Comment on réveille les princesses (Jak se budí princezny)
- 1978 : Setkání v cervenci
- 1978 : Jen ho nechte, at se bojí
- 1978 : Adèle n'a pas encore dîné (Adéla jeste nevecerela)
- 1978 : Shadows of a Hot Summer (Stíny horkého léta)
- 1978 : Cistá reka
- 1978 : Cekání na dést
- 1978 : Hnev
- 1978 : Lvi salonu
- 1979 : Arabela (série TV)
- 1979 : Smrt na cerno
- 1979 : Písen o stromu a ruzi
- 1979 : Brácha za vsechny penize
- 1979 : Vrazedné pochybnosti
- 1979 : Partizanska eskadrila
- 1979 : Princ a Vecernice
- 1979 : La Divine Emma (Bozská Ema)
- 1980 : Jak se delá smích
- 1980 : Hon na kocku
- 1980 : Poprask na silnici E 4
- 1980 : Kdo prichází pred pulnocí
- 1981 : Hadí jed
- 1981 : Kluci z bronzu
- 1981 : Zralé víno
- 1981 : Temné slunce
- 1981 : Mateji, proc te holky nechtejí?
- 1981 : Le Château des Carpathes (Tajemství hradu v Karpatech)
- 1982 : Zelená vlna
- 1983 : S tebou me baví svet
- 1983 : Létající Cestmír (série TV)
- 1983 : Pasácek z doliny
- 1983 : Smrt talentovaného sevce
- 1983 : Srdecný pozdrav ze zemekoule
- 1983 : Únos moravanky
- 1983 : Putování Jana Amose
- 1984 : Prodavac humoru
- 1984 : 'Babicky dobíjejte presne!'
- 1985 : Zátah
- 1985 : Polocas stestí
- 1985 : Rumburak
- 1985 : Albert (TV)
- 1986 : Zkrocení zlého muze
- 1986 : Stín kapradiny
- 1986 : Gottwald (série TV)
- 1986 : List gonczy
- 1986 : Já nejsem já
- 1986 : Young Wine (Mladé víno)
- 1987 : Hamster in a Nightshirt (Krecek v nocní kosili)
- 1987 : Mravenci nesou smrt
- 1988 : Mág
- 1989 : Skola detektívky